# Preprečitev neželenega vklopa
Lockout Tagout (Zakleni - Označi) je varnostni postopek, ki se uporablja v industriji in pri raziskovalnih dejavnostih za zagotavljanje pravilnega izklopa in onemogočanje sprostitve nevarnih energij med vzdrževalnimi in servisnimi posegi. Izhaja iz ZDA, kjer je tudi uzakonjen. Standard se imenuje OSHA 1910.147 in je v celoti na voljo na spletu. Večinsko ga je povzela in uzakonila tudi Kanada. V Evropi je v tej smeri najdlje Velika Britanija s svojo različico. Trenutno veljaven standard v EU, je ISO 14118:2017: Varnost strojev - Preprečevanje nepričakovanega zagona. Pogoj, da je postopek izveden, je da so nevarni viri energije izolirani in izključeni, pred začetkom posegov v delovno opremo. Praktično se izvede z uporabo ključavnic - obešank kadar zaklepamo (Lockout), ali samo varnostnih oznak kadar samo označujemo (Tagout). Ključavnice in/ali oznake se namesti na energetske izolatorje (največkrat ventile in stikala), s katerimi preprečujemo ponovne vklope in sprostitve energij. Če ti niso prirejeni za namestitev ključavnic ali oznak, so na voljo adapterji, ki to omogočijo. 

## Skupinsko zaklepanje
Ko posege v delovno opremo izvaja več kot ena oseba, mora vsak, ki posega v nevarno območje, zakleniti in/ali označiti vse energetske izolatorje, ki izolirajo energijo za območje, kjer izvajajo posege. To se lahko naredi s t.i. škarjami ali s škatlo za skupinsko zaklepanje (Group lockout). Na ta način se prepreči sprostitev nevarnih energij, dokler vsi izvajalci ne zaključijo svojega dela oz. zapustijo nevarna območja. Vsak udeleženi uporablja svojo ključavnico in oznako in na ta način varuje samega sebe. Ključi in oznake so lahko različnih barv in/ali oblik. Samo oseba, ki je ključavnico in oznako namestila, jo lahko tudi odstrani po končanem delu.

## Nevarni viri energije
Tipične dovedene nevarne energije so električna energija, pnevmatska energija, hidravlika ipd. Energija se lahko nato v različnih oblikah v delovni opremi tudi shrani. Tipični primeri so vročina, gravitacija dvignjenih delov, napete vzmeti, mediji pod tlakom itd. Izolacija delovne opreme pomeni fizično prekiniti vse dovode in sprostiti ali blokirati vso shranjeno energijo. Potrebni koraki za pravilno izolacijo:
1. Identificirati nevarne energije in obvestiti udeležene
2. Izključiti in Izolirati
3. Zakleniti in/ali označiti
4. Sprostiti ali blokirati shranjene energije
5. Preveriti

Zaklepanje in označevanje izolacijske točke drugim pove, da naj te naprave ne vklapljajo. V industrijski proizvodnih procesih je včasih težko ugotoviti vse vire energije in načine za njihovo izolacijo. Primer: skupni sistem za visokotemperaturno čiščenje, ki je v oddaljenem prostoru. Strokovnjaki priporočajo in standard OSHA zahtev, da se v ta namen izdelajo pisni postopki - navodila, kjer so zajete vse nevarne energije na določni delovni opremi. Za izolacijo nevarnih energij je na voljo vrsta izolacijskih naprav - adapterjev, ki omogočajo namestitev ključavnic na različne vrste stikal, odklopnikov, ventilov,... tako da jih zaobjamejo in onemogočajo manipulacijo z njimi. Moderni energetski izolatorji imajo že predviden način zaklepanja s ključavnico brez uporabe dodatnih adapterjev. Oprema mora biti namenska (ključavnice, ki zadržujejo ključ, ko so odklenjene, različne barve, posebni sistemi ključev ipd.). Uporaba namenske opreme omogoča boljšo vidljivost, pregled in varnost nasploh.

## Politika varovanja pred neželenim vklopom naprav
Podjetje mora pred uvedbo sistema izdelati navodila in izvesti strokovno šolanje za uporabnike. Ti se delijo na pooblaščene in udeležene osebe. Praviloma to za podjetja storijo zunanji strokovnjaki, ki postopek ustrezno prilagodijo specifikam posameznih podjetij. Samo zaposleni, ki imajo jasna navodila in znanje, lahko učinkovito izvajajo izolacijo po sistemu Zakleni - Označi (Lockout Tagout).